# Hội đồng Bộ trưởng Cuba khóa V (1998–2003)
Hội đồng Bộ trưởng Cuba khóa V được bầu tại phiên họp đầu tiên của Quốc hội Chính quyền Nhân dân diễn ra vào năm 1998.

## Thành viên
| Chức vụ                                              | Chức vụ                                                                     | Lãnh đạo                          | Lãnh đạo  | Ghi chú                                                  |
| Tiếng Việt                                           | Tiếng Tây Ban Nha                                                           | Người đứng đầu                    | Nhiệm kỳ  | Ghi chú                                                  |
| ---------------------------------------------------- | --------------------------------------------------------------------------- | --------------------------------- | --------- | -------------------------------------------------------- |
| Chủ tịch Hội đồng Bộ trưởng                          | Presidentes del Consejo de Ministros                                        | Fidel Castro Ruz                  | 1998-2003 | Kiêm nhiệm Bí thư thứ nhất Trung ương Đảng Cộng sản Cuba |
| Phó Chủ tịch thứ nhất Hội đồng Bộ trưởng             | Primer Vicepresidente de los Consejos de Ministros                          | Raul Castro Ruz                   | 1998-2003 |                                                          |
| Phó Chủ tịch Hội đồng Bộ trưởng                      | Vicepresidente de los Consejos de Ministros                                 | José Ramón Fernández Álvarez      | 1998-2003 |                                                          |
| Phó Chủ tịch Hội đồng Bộ trưởng                      | Vicepresidente de los Consejos de Ministros                                 | Osmany Cienfuegos Gorriarán       | 1998-2003 |                                                          |
| Phó Chủ tịch Hội đồng Bộ trưởng                      | Vicepresidente de los Consejos de Ministros                                 | Pedro Miret Prieto                | 1998-2003 |                                                          |
| Phó Chủ tịch Hội đồng Bộ trưởng                      | Vicepresidente de los Consejos de Ministros                                 | José Luis Rodríguez García        | 1998-2003 |                                                          |
| Phó Chủ tịch Hội đồng Bộ trưởng                      | Vicepresidente de los Consejos de Ministros                                 | José Luis Rodríguez García        | 1998-2003 |                                                          |
| Thư ký Hội đồng Bộ trưởng và Ủy ban Điều hành        | Secretaría del Consejo de Ministros y de su Comité Ejecutivo                | Carlos Lage Dávila                | 1998-2003 |                                                          |
| Bộ trưởng Bộ Nông nghiệp                             | Ministros de la Agricultura                                                 | Alfredo Jordán Morales            | 1998-2003 | Mất khi đang tại nhiệm                                   |
| Bộ trưởng Bộ Đường                                   | Ministros del Azúcar                                                        | Ulises Rosales del Toro           | 1998-2003 |                                                          |
| Bộ trưởng Bộ Ngoại thương                            | Ministros de Comercio Exterior                                              | Ricardo Cabrisas Ruiz             | 1998-2000 |                                                          |
| Bộ trưởng Bộ Ngoại thương                            | Ministros de Comercio Exterior                                              | Raúl de la Nuez Ramírez           | 2000-2003 |                                                          |
| Bộ trưởng Bộ Xây dựng                                | Ministros de la Construcción                                                | Juan Mario Junco del Pino         | 1998-2002 |                                                          |
| Bộ trưởng Bộ Xây dựng                                | Ministros de la Construcción                                                | Fidel Fernando Figueroa de la Paz | 2002-2003 |                                                          |
| Bộ trưởng Bộ các Lực lượng Vũ trang Cách mạng        | Ministros de las Fuerzas Armadas Revolucionarias                            | Raúl Castro Ruz                   | 1998-2003 | Kiêm nhiệm Phó Chủ tịch thứ nhất Hội đồng Bộ trưởng      |
| Bộ trưởng Bộ Giáo dục                                | Ministros de Educación                                                      | Luis Ignacio Gómez Gutiérrez      | 1998-2003 |                                                          |
| Bộ trưởng Bộ Nội vụ                                  | Ministros del Interior                                                      | Abelardo Colomé Ibarra            | 1998-2003 |                                                          |
| Bộ trưởng Bộ Truyền thông                            | Ministros de Comunicaciones                                                 | Silvano Colás Sánchez             | 1998-2000 |                                                          |
| Bộ trưởng Bộ Truyền thông                            | Ministros de Comunicaciones                                                 | Ignacio González Planas           | 2000-2003 |                                                          |
| Bộ trưởng Bộ Tư pháp                                 | Ministros de Justicia                                                       | Roberto Díaz Sotolongo            | 1998-2003 |                                                          |
| Bộ trưởng Bộ Ngoại giao                              | Ministros de Relaciones Exteriores                                          | Roberto Robaina González          | 1998-1999 |                                                          |
| Bộ trưởng Bộ Ngoại giao                              | Ministros de Relaciones Exteriores                                          | Felipe Pérez Roque                | 1999-2003 |                                                          |
| Bộ trưởng Bộ Y tế công cộng                          | Ministros de Salud Pública                                                  | Carlos Dotres Martínez            | 1998-2002 |                                                          |
| Bộ trưởng Bộ Y tế công cộng                          | Ministros de Salud Pública                                                  | Damodar Peña Pentón               | 2002-2003 |                                                          |
| Bộ trưởng Bộ Giao thông                              | Ministros de Transporte                                                     | Álvaro Pérez Morales              | 1998-2003 |                                                          |
| Bộ trưởng Bộ Nội thương                              | Ministros de Comercio Interior                                              | Bárbara Castillo Cuesta           | 1998-2003 |                                                          |
| Bộ trưởng Bộ Công nghiệp Thực phẩm                   | Ministros de la Industria Alimentaria                                       | Alejandro Roca Iglesias           | 1998-2003 |                                                          |
| Bộ trưởng Bộ Công nghiệp Nhẹ                         | Ministros de la Industria Ligera                                            | Jesús Pérez Otón                  | 1998-2003 |                                                          |
| Bộ trưởng Bộ Công nghiệp Thủy sản                    | Ministros de la Industria Pesquera                                          | Orlando Rodríguez Romay           | 1998-2000 |                                                          |
| Bộ trưởng Bộ Công nghiệp Thủy sản                    | Ministros de la Industria Pesquera                                          | Alfredo López Valdés              | 2000-2003 |                                                          |
| Bộ trưởng Bộ Công nghiệp Kim loại và Điện tử         | Ministros de la Industria Sideromecánica y la Electrónica                   | Ignacio González Planas           | 1998-2000 | Đổi tên thành Bộ Công nghiệp Kim loại                    |
| Bộ trưởng Bộ Công nghiệp Kim loại                    | Ministros de la Industria Sideromecánica                                    | Fernando Acosta Santana           | 2000-2003 |                                                          |
| Bộ trưởng Bộ Công nghiệp Cơ bản                      | Ministros de la Industria Básica                                            | Marcos Portal León                | 1998-2003 |                                                          |
| Bộ trưởng Bộ Văn hóa                                 | Ministros de Cultura                                                        | Abel Prieto Jiménez               | 1998-2003 |                                                          |
| Bộ trưởng Bộ Giáo dục Đại học                        | Ministros de Educación Superior                                             | Fernándo Vecino Alegret           | 1998-2003 |                                                          |
| Bộ trưởng Bộ Công nghiệp Vật liệu Xây dựng           | Ministros de la Industria de Materiales de Construcción                     | José Cañete Álvarez               | 1998-1999 | Bộ sáp nhập vào Bộ Xây dựng                              |
| Bộ trưởng, Thống đốc Ngân hàng Trung ương Cuba       | Ministro-Presidente Banco Central de Cuba                                   | Francisco Soberón Valdés          | 1998-2003 |                                                          |
| Bộ trưởng Bộ Đầu tư nước ngoài và Hợp tác Kinh tế    | Ministro de la Inversión Extranjera y la Colaboración Económica             | Ibrahim Ferradaz                  | 1998-1999 |                                                          |
| Bộ trưởng Bộ Đầu tư nước ngoài và Hợp tác Kinh tế    | Ministro de la Inversión Extranjera y la Colaboración Económica             | Marta Lomás Morales               | 1999-2003 |                                                          |
| Bộ trưởng Bộ Kinh tế và Kế hoạch                     | Ministro de Economía y Planificación                                        | José Luis Rodríguez García        | 1998-2003 |                                                          |
| Bộ trưởng Bộ Lao động và An sinh Xã hội              | Ministros de Trabajo y Seguridad Social                                     | Salvador Valdés Mesa              | 1998-1999 |                                                          |
| Bộ trưởng Bộ Lao động và An sinh Xã hội              | Ministros de Trabajo y Seguridad Social                                     | Alfredo Morales Cartaya           | 1999-2003 |                                                          |
| Bộ trưởng Bộ Tài chính và Giá cả                     | Ministros de Finanzas y Precios                                             | Manuel Miyares Rodríguez          | 1998-2003 |                                                          |
| Bộ trưởng Bộ Khoa học, Công nghệ và Môi trường       | Ministros de Ciencia, Tecnología y Medio Ambiente                           | Rosa Elena Simeón Negrín          | 1998-2003 |                                                          |
| Bộ trưởng Bộ Du lịch                                 | Ministros de Turismo                                                        | Osmany Cienfuegos Gorriarán       | 1998-1999 |                                                          |
| Bộ trưởng Bộ Du lịch                                 | Ministros de Turismo                                                        | Ibrahim Ferradaz                  | 1999-2003 |                                                          |
| Chủ tịch Viện Thể thao, Thể dục và Giải trí Quốc gia | Presidente de Instituto Nacional de Deportes, Educación Física y Recreación | Humberto Rodríguez González       | 1998-2003 |                                                          |
| Chủ tịch Viện Radio và Truyền hình Cuba              | Presidente de Instituto Cubano de Radio y Televisión                        | Enrique Román                     | 1998-1999 |                                                          |
| Chủ tịch Viện Radio và Truyền hình Cuba              | Presidente de Instituto Cubano de Radio y Televisión                        | Ernesto López Domínguez           | 1999-2003 |                                                          |
| Chủ tịch Viện Kho dự trữ Quốc gia                    | Presidente de Instituto Nacional de Reservas Estatales                      | Moisés Sio Wong                   | 1998-2003 |                                                          |
| Chủ tịch Viện Hàng không Dân dụng Quốc gia Cuba      | Presidente de Instituto de Aeronáutica Civil de Cuba                        | Rogelio Acevedo González          | 1998-2003 |                                                          |
| Chủ tịch Viện Thủy lợi Quốc gia                      | Presidente de Instituto Nacional de Recursos Hidráulicos                    | Jorge Luis Aspiolea Roig          | 1998-2003 |                                                          |
| Bộ trưởng Bộ không Bộ                                | Ministros de gobierno                                                       | Ricardo Cabrisas Ruiz             | 1998-2003 |                                                          |
| Bộ trưởng Bộ không Bộ                                | Ministros de gobierno                                                       | Wilfredo López Rodríguez          | 1998-2003 |                                                          |